# Клондалейн
Клондалейн (англ. Clondulane; ирл. Cluain Dalláin) — деревня в Ирландии, находится в графстве Корк (провинция Манстер).
Местная железнодорожная станция была открыта 27 сентября 1872 года и закрыта 27 марта 1967 года.